# IR35
IR35 est une norme, mise en place au Royaume-Uni en 2017.
Elle fait référence à la législation fiscale anti-évasion fiscale du Royaume-Uni conçue pour imposer l'emploi « déguisé » à un taux similaire à celui de l'emploi. Dans ce contexte, les « employés déguisés » désignent les travailleurs qui reçoivent des paiements d'un client via un intermédiaire, par exemple, leur propre société anonyme, et dont la relation avec leur client est telle que s'ils avaient été payés directement, ils seraient des employés du client.